# 科爾冰原島峰
科爾冰原島峰（英語：Coal Nunatak）是南極洲的冰原島峰，位於亞歷山大一世島東南岸，處於科爾納崖西南面4公里，在1935年11月23日由美國的探險家發現，現時由南極條約體系管理。
72°7′S 68°32′W / 72.117°S 68.533°W